# NGC 3157
NGC 3157 је спирална галаксија у сазвежђу Шмрк (Пумпа) која се налази на NGC листи објеката дубоког неба.
Деклинација објекта је - 31° 38' 34" а ректасцензија 10h 11m 42,4s. Привидна величина (магнитуда) објекта NGC 3157 износи 13,2 а фотографска магнитуда 13,9. Налази се на удаљености од 33,213 милиона парсека од Сунца. NGC 3157 је још познат и под ознакама IC 2555, ESO 435-51, MCG -5-24-26, IRAS 10094-3123, PGC 29691.